# عبدالله بن احمد آل خلیفه
عبدالله بن احمد آل خلیفه (به عربی: عبدالله بن أحمد آل خليفة) امیر سابق کشور بحرین بود.